# Lepenski Vir

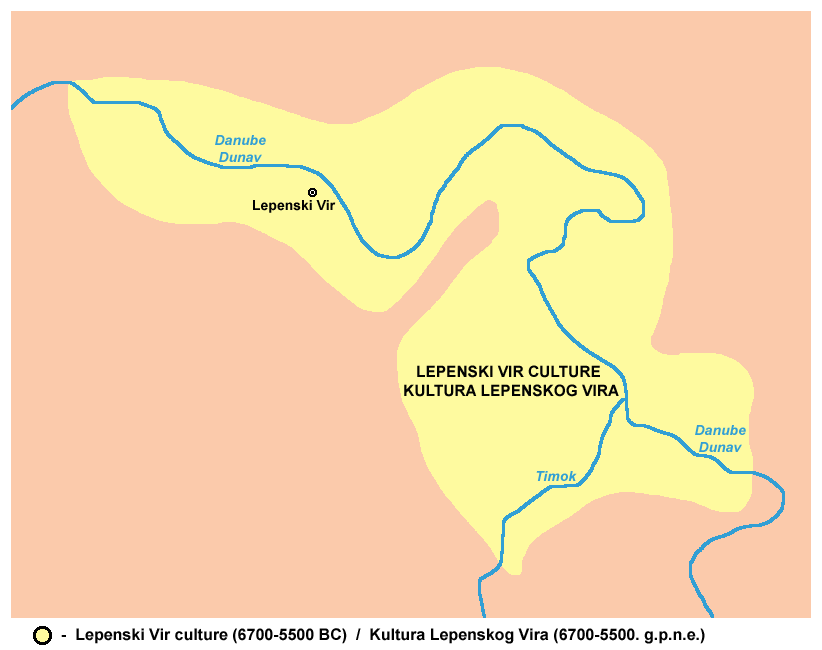

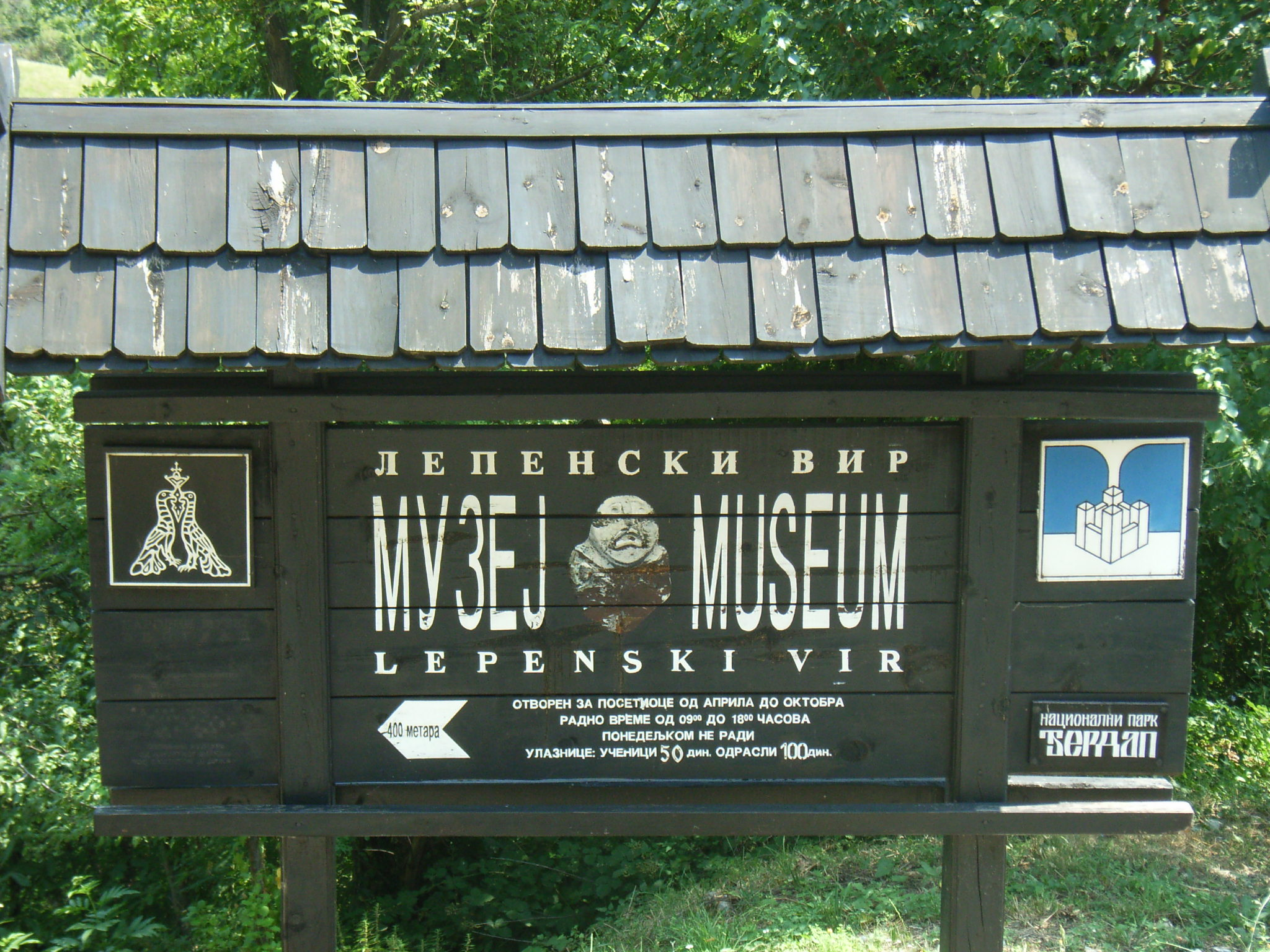
Ingången till Lepenski Vir

Lepenski Vir är en mesolitisk by som ligger vid en krök av floden Donau i Serbien, och var ett perfekt läge för de fiskare som levde där för över 7000 år sedan. Två arkeologer från Belgrad upptäckte byn år 1960, vartefter den grävdes ut mellan 1965 och 1971. 
Vid kröken fanns en ström som fångade alger, som i sin tur lockade dit fisk. Huvudnäringen i byn var fisk eftersom man hittat djurben i byn. Mellan husen i byn har man hittat gravar. Figurer fyllde kalkstensblock i många av husen. I klyftan i floden Donau, den så kallade järnporten, bodde fiskare och jägare. Järnporten gav också ett skydd mot blåst.